# وزير أباد (زرين دشت)
وزیر أباد (بالفارسية: وزیرآباد) هي قرية و مستوطنة تقع في إيران في قسم زرين دشت الريفي. يقدر عدد سكانها بـ 603 نسمة .